# Fasciola hepatica
Fasciola hepatica és una espècie de platihelmint trematode de la subclasse dels digenis, caracteritzat per la seva forma lanceolada, amb dues ventoses, una bucal i una altra ventral, i un cicle biològic amb dos hostes, un mol·lusc gastròpode i un mamífer. És paràsit dels canals biliars i la vesícula biliar d'herbívors i omnívors, inclòs l'home; és l'agent causal d'una de les parasitosi més difoses del bestiar, la fasciolosi, que és considerada com una de les malalties parasitàries més importants del món dels remugants domèstics.
La presentació d'aquesta malaltia varia notablement segons les regions geogràfiques, depenent de factors com el desenvolupament agrícola, manques nutricionals, micro i macroclima, volum i altura de les pastures, estat del sistema immunitari i nutritiu de l'hoste definitiu i intermediari, nombre d'ous i larves infestants en l'ambient, etc.

## Cicle biològic

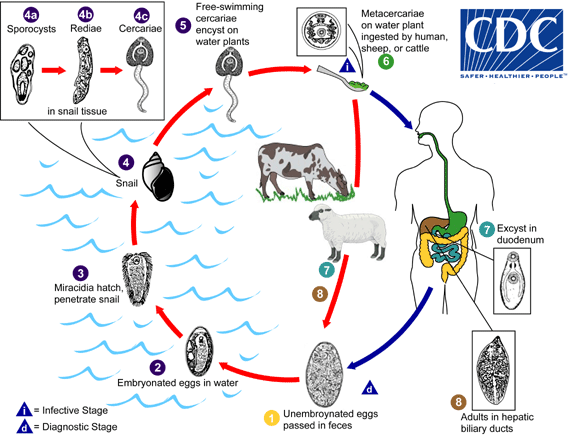
Cicle vital de Fasciola hepatica
1.- Els ous abandonen l'hoste definitiu amb les excrements. 2.- Dels ous es desclouen larves ciliades miracidis. 3.- Les larves miracidi penetren en l'hoste intermediari, un caragol d'aigua dolça. 4.- A l'interior del caragol, les larves miracidi es transformen en esporocist s (4a) que es desenvolupen en rèdies (4b) i aquestes en cercàries (4c). 5.- Les cercàries abandonen el caragol i, després d'un període de vida lliure a l'aigua s'enquisten sobre plantes aquàtiques, transformant-se en metacercàries. 6.- Les metacercàries són ingerides pel bestiar o pels humà s, els hostes definitius, i es desenquisten al duodè (7). 8 .- Del duodè passen als conductes biliars, on originen els adults que produiran ous que abandonaran l'hoste i tancaran el cicle.